# Liste der Straßen und Plätze in Kaitz

Lage der Gemarkung Kaitz in Dresden

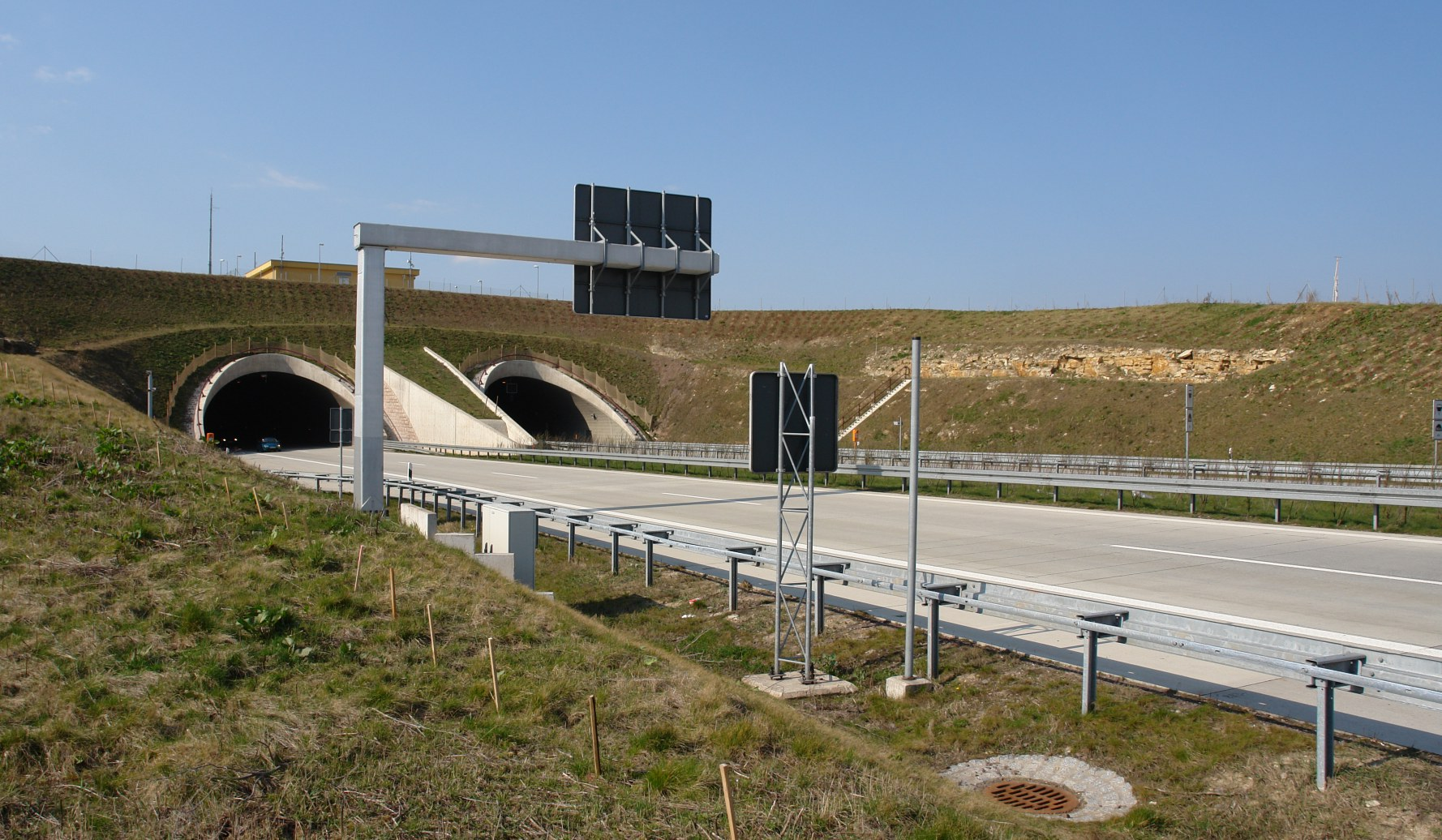
Östliches Portal des Coschützer Tunnels der A 17 in Kaitz

Die Liste der Straßen und Plätze in Kaitz beschreibt das Straßensystem im Dresdner Stadtteil Kaitz mit den entsprechenden historischen Bezügen. Aufgeführt sind Straßen, die im Gebiet der Gemarkung Kaitz liegen. Kulturdenkmale in der Gemarkung Kaitz sind in der Liste der Kulturdenkmale in Kaitz aufgeführt.
Kaitz gehört zum statistischen Stadtteil Kleinpestitz/Mockritz, der wiederum dem Stadtbezirk Plauen der sächsischen Landeshauptstadt Dresden zugeordnet ist. Wichtigste Straße in der Gemarkung ist die A 17 (Europastraße 55) in ihrem Abschnitt zwischen dem Coschützer Tunnel – das östliche Tunnelportal liegt im Westen der Gemarkung – und der Anschlussstelle Dresden-Südvorstadt. An Letzterer, südlich und knapp außerhalb der Kaitzer Flur in Nöthnitz gelegen, trifft die Autobahn mit der Bundesstraße 170 zusammen, die unter dem Namen Innsbrucker Straße die Ortslage Kaitz westlich umgeht. Insgesamt gibt es in Kaitz zwölf benannte Straßen und Plätze, die in der folgenden Liste aufgeführt sind.

## Legende
Die nachfolgende Tabelle gibt eine Übersicht über die vorhandenen Straßen und Plätze im Ortsteil sowie einige dazugehörige Informationen. Im Einzelnen sind dies:
- Name/Lage: Aktuelle Bezeichnung der Straße oder des Platzes sowie unter ‚Lage‘ ein Koordinatenlink, über den die Straße oder der Platz auf verschiedenen Kartendiensten angezeigt werden kann. Die Geoposition gibt dabei ungefähr die Mitte der Straße an.
- Länge/Maße in Metern: Die in der Übersicht enthaltenen Längenangaben sind nach mathematischen Regeln auf- oder abgerundete Übersichtswerte, die in Google Earth mit dem dortigen Maßstab ermittelt wurden. Sie dienen eher Vergleichszwecken und werden, sofern amtliche Werte bekannt sind, ausgetauscht und gesondert gekennzeichnet. Bei Plätzen sind die Maße in der Form a × b dargestellt. Der Zusatz ‚im Stadtteil‘ bzw. ‚im Ortsteil‘ gibt an, wie lang die Straße innerhalb des Stadt-/Ortsteils ist, sofern sie durch mehrere Stadt-/Ortsteile verläuft.
- Namensherkunft: Ursprung oder Bezug des Namens.
- Jahr der Benennung: Zeitpunkt, zu dem die Straße ihren heute gültigen Namen erhielt (sofern bekannt).
- Anmerkungen: Weitere Informationen bezüglich anliegender Institutionen, der Geschichte der Straße, historischer Bezeichnungen, Baudenkmalen usw.
- Bild: Foto der Straße.

## Straßenverzeichnis
| Name/Lage                | Länge/Maße | Namensherkunft                                                     | Jahr der Benennung | Anmerkungen | Bild                |
| ------------------------ | ---------- | ------------------------------------------------------------------ | ------------------ | --- | ------------------- |
| Achtbeeteweg Lage        |            | Flurname Achtbeete                                                 |                    | Der Achtbeeteweg ist der alte Verbindungsweg von Coschütz nach Kaitz. |                     |
| Altkaitz Lage            |            | Alter Dorfkern von Kaitz                                           |                    | Altkaitz entstand als Rundweiler. | Altkaitz            |
| Bannewitzer Straße Lage  |            | Bannewitz, südlich benachbarte Gemeinde                            |                    | Die Bannewitzer Straße geht auf einen Fußweg zurück, der geradewegs durch das Tal des Kaitzbachs führte und somit eine Abkürzung für den Bogen der Possendorfer Straße war.                                        |                     |
| Boderitzer Straße Lage   |            | Boderitz, südwestlich benachbarter Ortsteil von Bannewitz          |                    | Die Boderitzer Straße verbindet Kaitz mit dem östlichen Nachbarstadtteil Mockritz. Sie hieß früher Leichenweg, da die Bewohner von Kaitz ihre Toten auf diesem Weg zum Friedhof an der Leubnitzer Kirche brachten. |                     |
| Franzweg Lage            |            | Max Franz (1860–1916), Gutsbesitzer und Gemeindevorstand von Kaitz |                    | Der Franzweg ist eine kurze Sackgasse nördlich des Dorfkerns Altkaitz. |                     |
| Innsbrucker Straße Lage  |            | Innsbruck                                                          | 1925               | Die Innsbrucker Straße entstand als Umgehungsstraße zur Entlastung der Possendorfer Straße. |                     |
| Kaitzer Weinberg Lage    |            | örtlicher Weinberg                                                 |                    | Die Nordhänge des Tals des Kaitzbachs dienten bis 1887 dem Weinbau; die Straße Kaitzer Weinberg wurde nach 1900 angelegt.                                                                                          |                     |
| Kaitzgrund Lage          |            | Tal des Kaitzbachs                                                 |                    | Kaitzgrund heißen das Tal oberhalb der Ortslage Kaitz sowie der darin verlaufende Fußweg. |                     |
| Mittelsteg Lage          |            |                                                                    |                    | Der Mittelsteg führt am Kaitzbach entlang von Altkaitz nach Altmockritz. |                     |
| Possendorfer Straße Lage |            | Possendorf, Ortsteil der südlichen Nachbargemeinde Bannewitz       |                    | Die Possendorfer Straße ist Teil der alten Landstraße von Dresden nach Possendorf, die bis zur Verlegung auf die Innsbrucker Straße 1925 direkt durch Kaitz führte.                                                | Possendorfer Straße |
| Stuttgarter Straße Lage  |            | Stuttgart                                                          |                    | Die Stuttgarter Straße entstand zur Erschließung des Gewerbegebiets Coschütz/Gittersee. |                     |
| Zschaukegraben Lage      |            | Gewässername Zschauke/Zschaukegraben                               |                    | Die Zschauke, auch Zschaukegraben genannt, ist ein Zufluss des Kaitzbachs. |                     |